# Jean-Paul Gaultier
Jean-Paul Gaultier, född 24 april 1952 i Arcueil, Val-de-Marne, är en fransk modeskapare som bor och verkar (under namnet Jean Paul Gaultier) i Paris.
Jean-Paul Gaultier växte upp i en förort till Paris. Gaultier har ingen formell utbildning, men började tidigt sända skisser till kända modeskapare. Pierre Cardin blev imponerad och anställde honom som assistent 1970. Gaultier gjorde sin första egna kollektion 1976 och har kommit att bli känd som det franska modets enfant terrible. 1988 släppte han danssingeln "How To Do That".
Gaultier har även gjort kostymer till flera filmer, däribland Femte elementet, Kika, Kocken, tjuven, hans fru och hennes älskare och De förlorade barnens stad. Han har även gjort scenkläder till Madonna, däribland den kända strutbehån. Gaultier lanserade en serie med dofter och parfymer 1993. Från 1993 var han värd för Channel 4-programmet Eurotrash med Antoine de Caunes, fram till 1997.
Han var kreativ chef för det franska lyxhuset Hermès 2003 till 2010. 2016 designade han mer än 500 dräkter för revyn THE ONE Grand Show i Friedrichstadt-Palast Berlin. Gaultier är homosexuell och var partner med Francis Menuge 1975–1990.

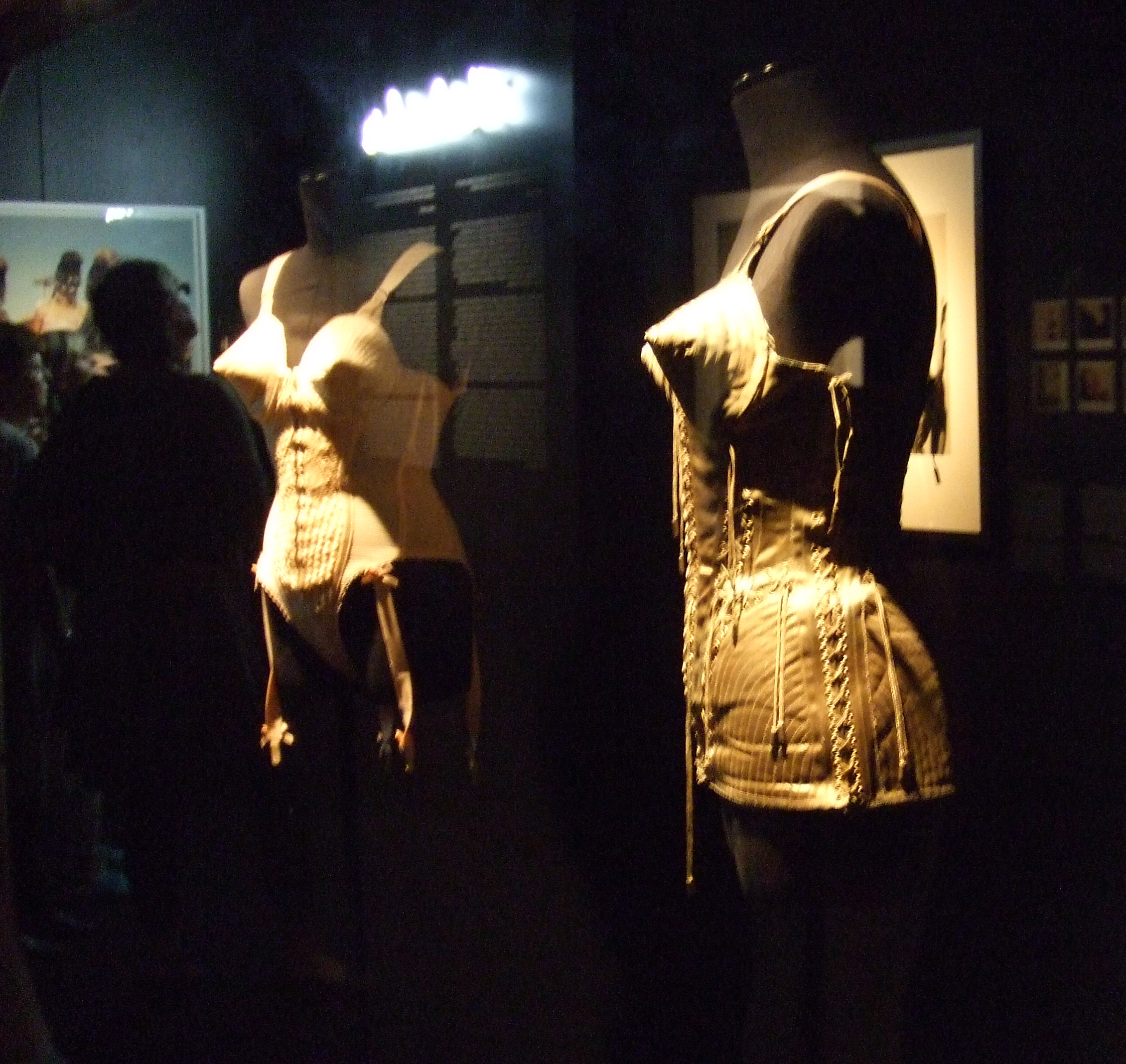
Madonnas korsett
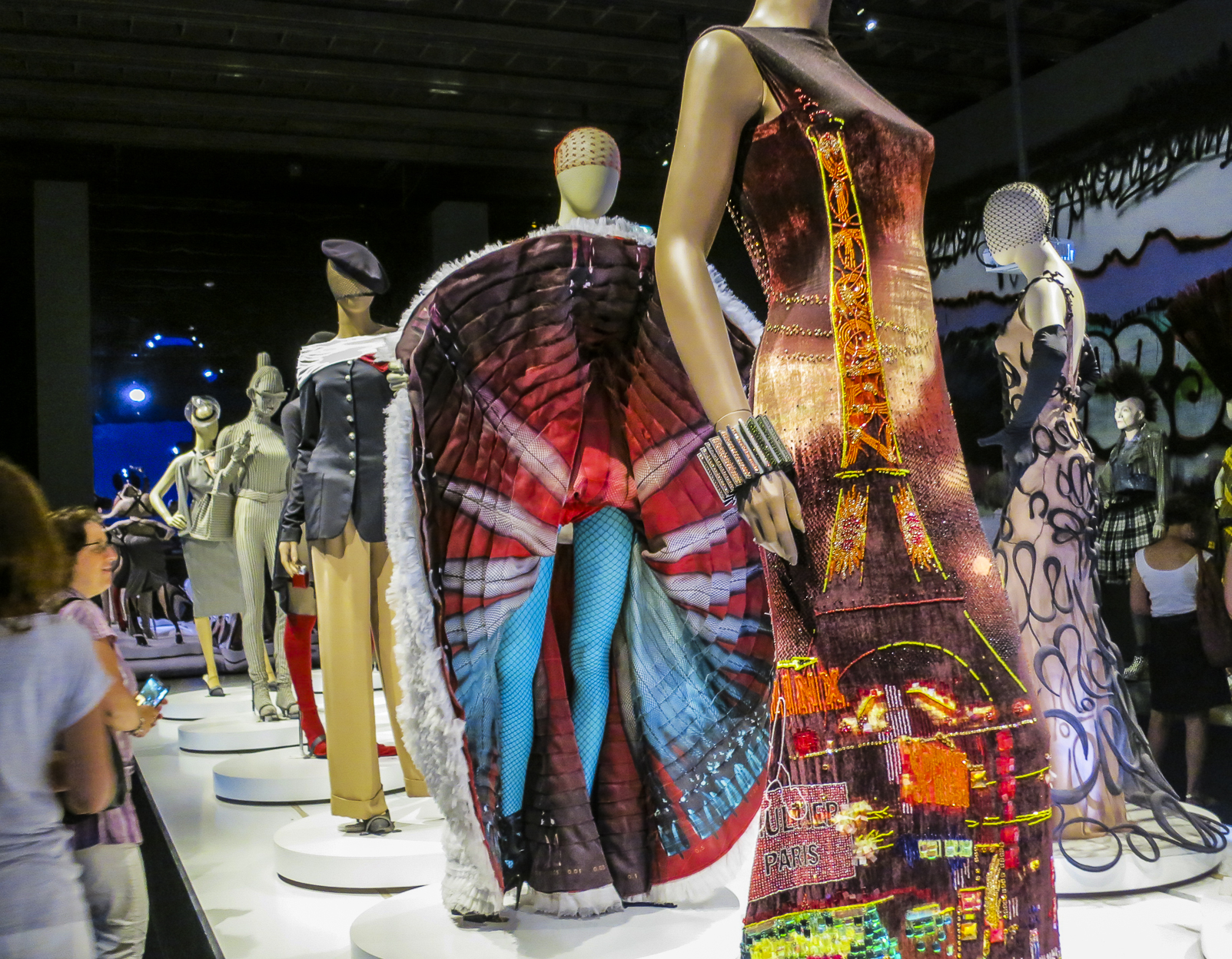
En collection av Gaultier
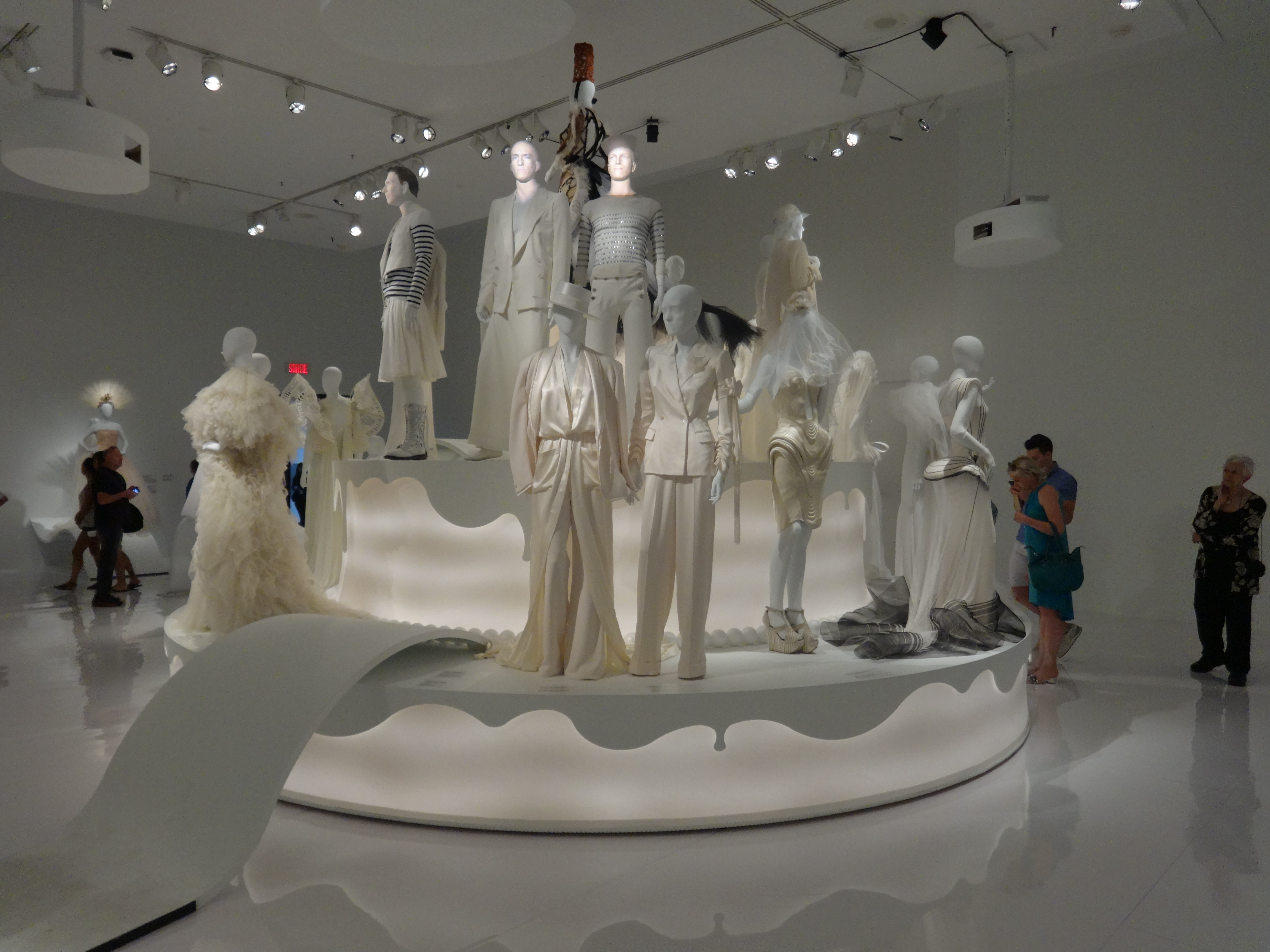
Utställningen Love is love
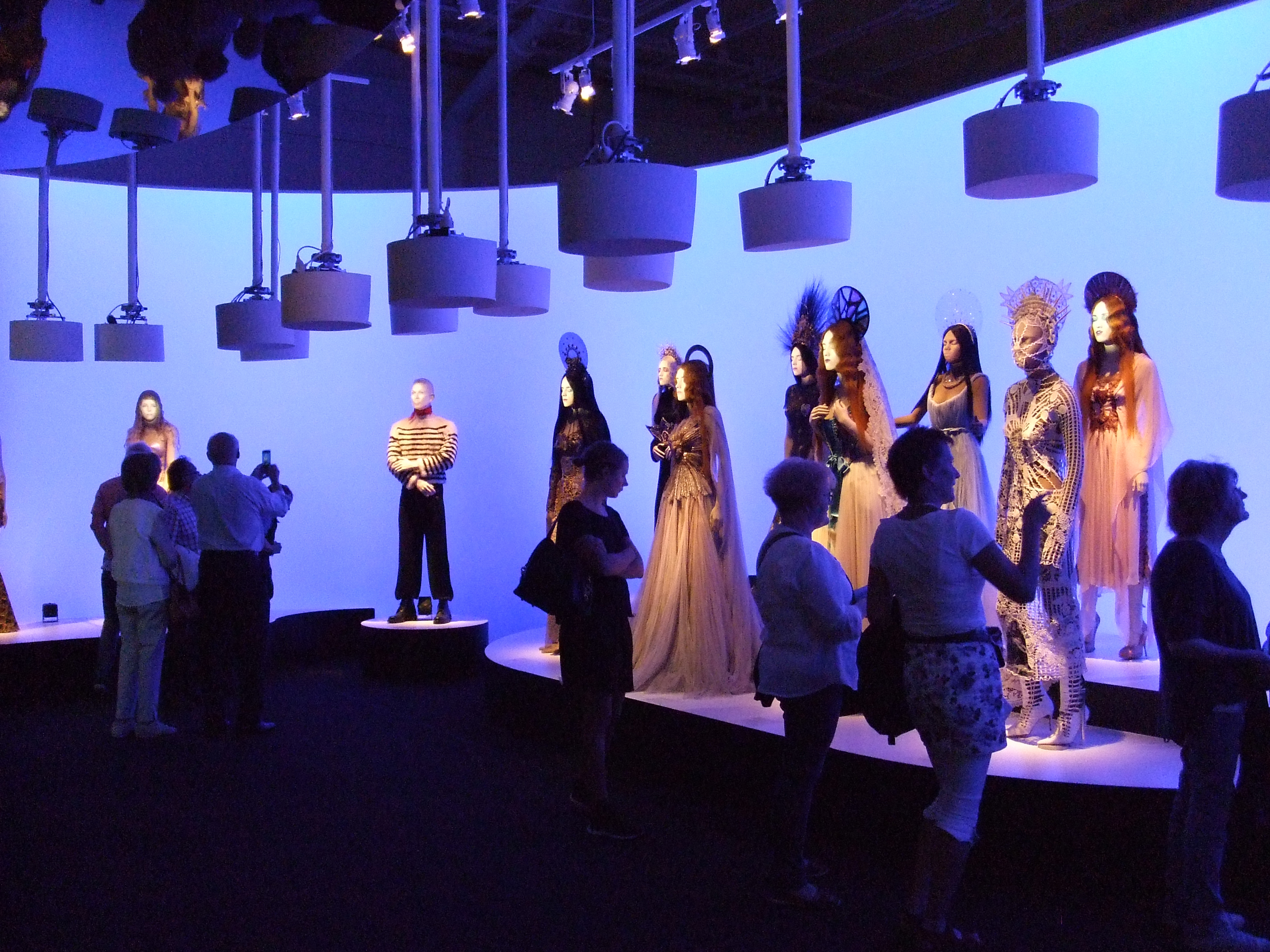
Utställningen The Fashion World of Jean Paul Gaultier
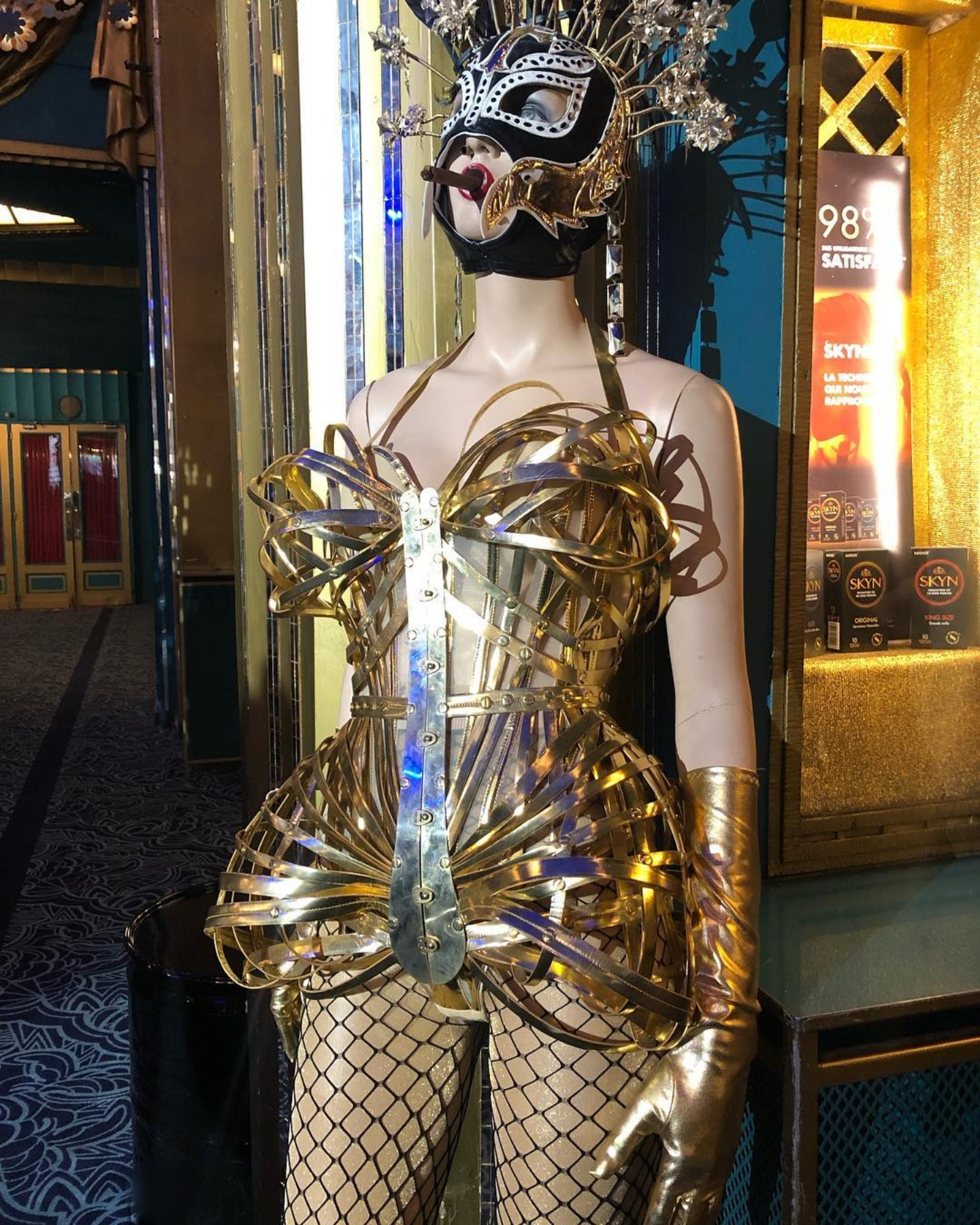
Ur Fashion Freak Show
Doftlogotype
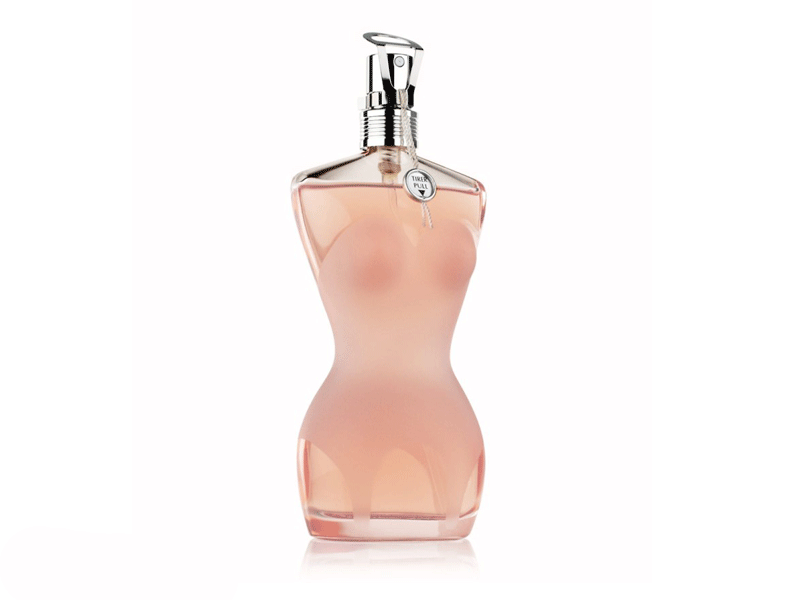
Gaultiers doft Classique
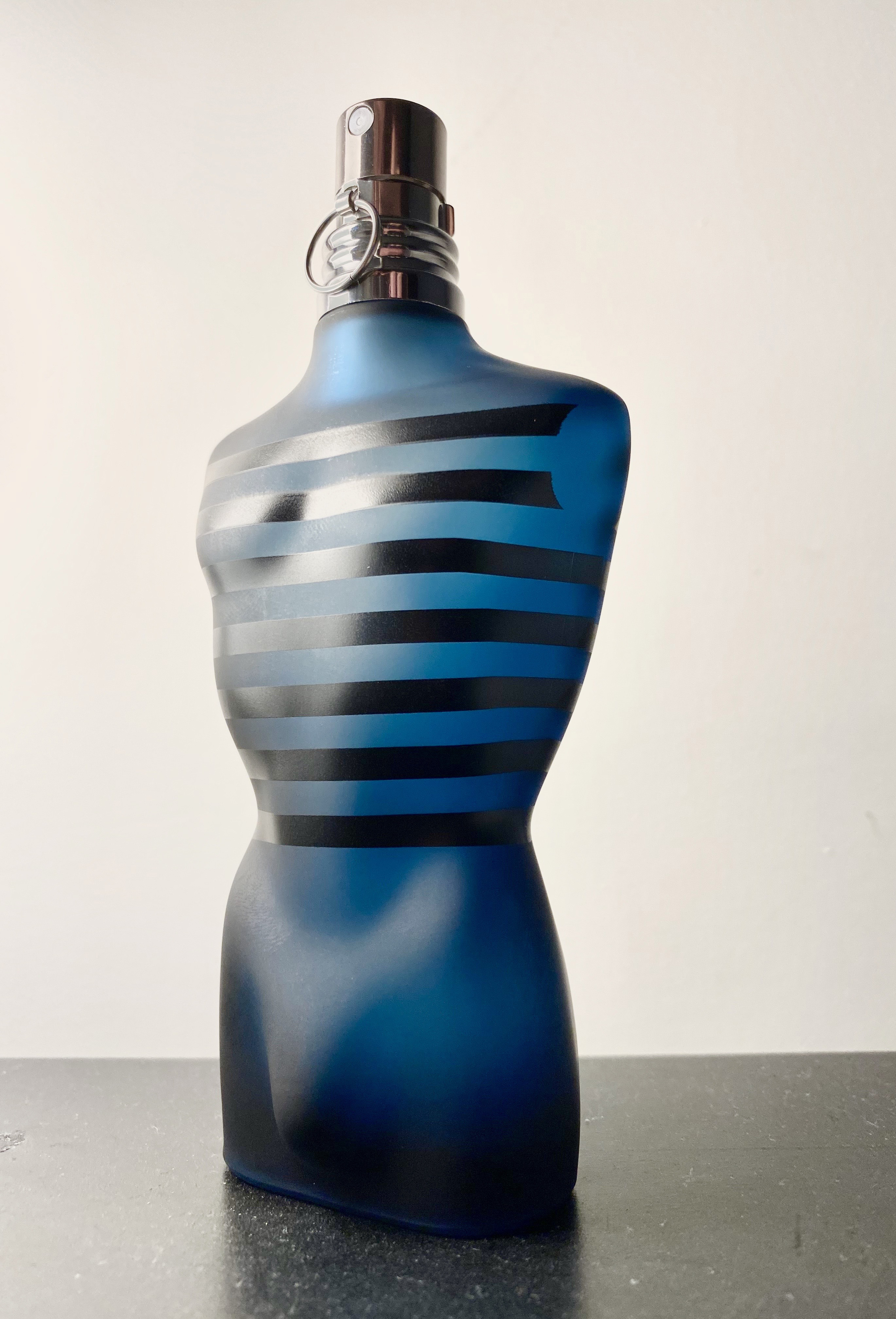
Gaultiers doft Ultra Male

## Filmografi
| År   | Titel               | Roll               | Anmärkning |
| ---- | ------------------- | ------------------ | ---------- |
| 2001 | Absolument fabuleux | Jean-Paul Gaultier |            |